# Darío Galicia
Rubén Darío Galicia Piñón (Ciudad de México, 24 de julio de 1953 - Ciudad de México, 30 de diciembre de 2019) fue un poeta, escritor, cuentista y traductor mexicano considerado cercano al movimiento infrarrealista (1975-1998) gracias a la persistencia de lo íntimo y lo biográfico en sus relatos.

## Biografía
Nació el 24 de junio de 1953 en la Ciudad de México. Se matriculó en la Universidad Nacional Autónoma de México para cursar los estudios de literatura y danza, antes de dedicarse a la poesía. En 1975 obtuvo la Beca Salvador Novo, la cual premiaba a escritores y escritoras en formación. Desde su juventud fue reconocido por haber luchado por la literatura y los derechos humanos, particularmente los derechos sexuales y la defensa de la diversidad de género.
En 1976, a sus 23 años, le realizaron una doble neurocirugía debido a un aneurisma cerebral. Después de la intervención quirúrgica, Galicia tuvo secuelas físicas que afectaron sus destrezas físicas e intelectuales con el paso de los años.
Durante los años ochenta, su obra fue publicada en diversas revistas y suplementos culturales en México, tales como Asamblea de poetas jóvenes de México de Gabriel Zaid, El Búho, Punto de Partida, Sábado, Plural, Diálogos, Tierra Adentro, Gay Sunshine, Rimbaud Vuelve a Casa, Arena (Excélsior) y Hora de Poesía, entre otros.
Se le consideró como desaparecido ya que durante varios años se desconocía su paradero. Fue encontrado en abril de 2019 en el Pueblo San Andrés Tetepilco (Ciudad de México) por Mario Raúl Guzmán, Luis Antonio Gómez y la escritora Ana Clavel, quienes se habían dado a la tarea de buscarle por la ciudad. Galicia había pasado los últimos años en situación de calle y pobreza, además de manifestar problemas de salud y alimentación.
Falleció a los 66 años el 30 de diciembre de 2019 en la Ciudad de México a causa de una crisis diabética, ocho meses después de haber sido encontrado en San Andrés Tetepilco. Su muerte desató indignación en el gremio, debido a las condiciones en las que había vivido sus últimos años.

De acuerdo con la escritora e investigadora mexicana Ana Clavel:
«Es muy triste que un poeta salvaje como Darío Galicia muera cuando empezábamos a recuperarlo. La marginación y abandono en que vivió durante años nos recuerda la crueldad que la vida llega a imponer a algunos tocados por la gracia de la sensibilidad y la transgresión. Como si su libro La ciencia de la tristeza fuera oracular. Descansa en paz, Darío Galicia: que el aire ligero te sea».

## Obra

### Antologías poéticas
- 1987 - Historias cinematográficas
- 1994 - La ciencia de la tristeza

### Poesía
- Autobiografía: mándeme a la silla eléctrica
- Arte poética
- Blues para el retrato de un muchacho proletario
- Fábula de amor
- Lady Vogue

## Tributos
El escritor y poeta chileno Roberto Bolaño, amigo cercano de Darío Galicia durante su juventud, se inspiró en él para crear al personaje Ernesto San Epifanio en la novela Los detectives salvajes.